# Xenia lillieae
Xenia lillieae is een zachte koraalsoort uit de familie Xeniidae. De koraalsoort komt uit het geslacht Xenia. Xenia lillieae werd in 1933 voor het eerst wetenschappelijk beschreven door Roxas. 